# جيف مون
جيف مون (بالإنجليزية: Geoff Moon)‏ هو عالم طيور ومصور نيوزيلندي، ولد في 1915، وتوفي في 2009.